# Ceratonereis singularis
Ceratonereis singularis är en ringmaskart. Ceratonereis singularis ingår i släktet Ceratonereis och familjen Nereididae. Utöver nominatformen finns också underarten C. s. australis.